# 劉掌珠
劉掌珠，SBS，JP（1942年5月29日—），本名劉長珠，前香港保齡球代表隊運動員、現任中國香港體育協會暨奧林匹克委員會副會長、香港保齡球總會主席。
她在1959年畢業於聖士提反女子中學中五年級，於同年英文中學會考中考獲英文、地理以及中國歷史與文學科「良」等成績。她繼而於1964年取得香港大學文學士學位（修讀地理學系，三級榮譽畢業）。在校時已被誤稱為「劉掌珠」而非「劉長珠」。她後來向政府宣誓時，決定改以前者作為官方使用的名稱。劉掌珠曾是一名教師，於新法書院和位於黃竹坑徑的黃竹坑學校任教，在1978年曼谷亞運會中，劉掌珠、車菊紅、莊念珠在保齡球女子三人賽中為香港隊奪得銅牌。退役後，劉掌珠在2005年澳門東亞運、2006年多哈亞運會、2009年香港東亞運和2010年廣州亞運會中擔任香港代表團團長。
劉掌珠的丈夫為保齡球教練馮大綱，其女兒馮珈儀（原名馮雪儀）也是香港前保齡球運動員。

## 榮譽
2001年獲委任為太平紳士、2011年獲銅紫荊星章。，2020年獲銀紫荊星章。